# Epepeotes nitidus
Epepeotes nitidus là một loài bọ cánh cứng trong họ Cerambycidae.